# Rosette (décoration)

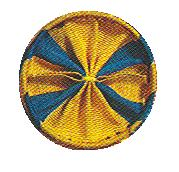
Rosette militaire allemande.

Une rosette est un petit dispositif circulaire qui est généralement présenté avec une médaille.

## Port
Les rosettes sont portées soit sur la médaille pour indiquer un rang supérieur, soit sans la médaille pour des situations où le port de la médaille est jugé inapproprié comme sur un costume. Les rosettes sont délivrées dans des pays comme la Belgique, la France, l'Italie et le Japon. Les rosettes sont aussi parfois appelées « nœuds papillon », en raison de leur forme. Par ailleurs, une grande rosette est parfois épinglée sur le ruban qui suspend une médaille, généralement l'insigne d'officier (et même de grand officier) de certains ordres de chevalerie.
Certaines petites rosettes de revers (appelées « rappel de boutonnière ») sont portées de la même manière que les épingles de revers. Par exemple, les chevaliers de l'Ordre de l'Empire britannique portent désormais une rosette de revers portant la croix de l'ordre en son centre, alors qu'il s'agissait auparavant d'un insigne de revers purement métallique. Si une épingle de revers en métal montée sur une rosette en soie est considérée comme une décoration de distinction, ce n'est pas toujours le cas d'un emblème en métal dépourvu de son support en ruban.